# Seznam največjih letalskih prevoznikov na svetu
Seznam največjih letalskih prevoznikov:

## Po številu prepeljanih potnikov (v milijonih)
| Uvrstitev | Letalski prevoznik       | 2014 | 2013  | 2012  | 2011  | 2010  | 2009  | Ref.   |
| --------- | ------------------------ | ---- | ----- | ----- | ----- | ----- | ----- | ------ |
| 1         | American Airlines Group1 |      | 193,7 | 107,8 | 107,2 | 105,2 | 104,5 | [ 1 ]  |
| 2         | Delta Air Lines2         |      | 164,6 | 164,6 | 163,8 | 162,6 | 161,1 | [ 2 ]  |
| 3         | United Airlines3         |      | 139,2 | 140,4 | 141,8 | 145,6 | 81,4  | [ 3 ]  |
| 4         | Southwest Airlines4      |      | 133,1 | 133,9 | 135,2 | 106,2 | 101,3 | [ 4 ]  |
| 5         | Ryanair                  | 86,4 | 81,4  | 79,3  | 75,8  | 72,1  | 66,5  | [ 5 ]  |
| 6         | China Eastern Airlines5  |      | 79,1  | 73,1  | 68,7  | 64,9  | 44,0  | [ 6 ]  |
| 7         | Lufthansa6               | 77,5 | 76,3  | 74,7  | 65,5  | 58,9  | 55,6  | [ 7 ]  |
| 8         | LATAM Airlines7          |      | 66,7  | 65,0  | 19,7  | 17,3  | 15,4  | [ 8 ]  |
| 9         | China Southern Airlines  |      | 64,5  | 61,8  | 58,7  | 57,7  | 49,4  | [ 9 ]  |
| 10        | easyJet8                 | 65,3 | 61,3  | 59,2  | 55,5  | 49,7  | 46,1  | [ 10 ] |

Note
- ^1  Vključuje American Eagle. Po letu 2013 so podatki za združeno American/US Airways
- ^2  Vključuje Delta Connection.
- ^3  VključujeUnited Express. Po letu 2010 so za združeno United/Continental.
- ^4  Vključuje AirTran Airways (po letu 2011)
- ^5  Vključuje Shanghai Airlines in China United Airlines.
- ^6  Vključuje Lufthansa Regional in Germanwings.
- ^7  Vključuje LAN Airlines in TAM Airlines.
- ^8  Vključuje EasyJet Switzerland.

## Po prihodkih
| Uvrstitev | Letalski prevoznik           | Država                                                          | Prihodek (v $ milijardah) | Dobiček (v $ milijardah) | Premoženje (v $ milijardah) | Kapitalizacija (v $ milijardah) |
| --------- | ---------------------------- | --------------------------------------------------------------- | ------------------------- | ------------------------ | --------------------------- | ------------------------------- |
| 1         | American Airlines Group1     | Združene države Amerike                                         | 42,7                      | 1,9                      | 42,3                        | 35,8                            |
| 2         | Lufthansa Group              | Nemčija · Avstrija · Švica                                      | 39,9                      | 0,4                      | 40,1                        | 12,3                            |
| 3         | United Airlines              | Združene države Amerike                                         | 38,3                      | 0,6                      | 36,8                        | 23,6                            |
| 4         | Delta Air Lines              | Združene države Amerike                                         | 37,7                      | 2,7                      | 59,4                        | 39,9                            |
| 5         | Air France-KLM               | Francija · Nizozemska                                           | 34                        | -2,4                     | 35                          | 4,7                             |
| 6         | International Airlines Group | Združeno kraljestvo Velike Britanije in Severne Irske · Španija | 24,7                      | 1,6                      | 28,6                        | 14,3                            |
| 7         | Emirates Airlines            | Združeni arabski emirati                                        | 22,0                      | 0,9                      | 27,6                        |                                 |
| 8         | Southwest Airlines           | Združene države Amerike                                         | 17,7                      | 0,8                      | 19,3                        | 16,8                            |
| 9         | All Nippon Airways           | Japonska                                                        | 16                        | 0,2                      | 20,5                        | 7,6                             |
| 10        | China Southern Airlines      | Ljudska republika Kitajska                                      | 15,9                      | 0,3                      | 27,3                        | 3,7                             |

Note
- ^1  Številko za združeno podjetje American Airlines/US Airways.

## Po številu potniških kilometrov (v milijonih)
Potniške kilometre se izračuna tako, da se pomnoži število prepeljanih potnikov z dolžino leta:
| Uvrstitev | Airline                  | 2013   | 2012   | 2011   | 2010   | 2009   | Ref.          |
| --------- | ------------------------ | ------ | ------ | ------ | ------ | ------ | ------------- |
| 1         | American Airlines Group1 | 346878 | 330323 | 219492 | 216132 | 209321 | [ 11 ]        |
| 2         | United Airlines2         | 330184 | 330696 | 334989 | 338833 | 327479 | [ 12 ]        |
| 3         | Delta Air Lines3         | 313803 | 310562 | 310228 | 310875 | 304074 | [ 13 ]        |
| 4         | Emirates                 | 215353 | 188606 | 160549 | 146205 | 126331 | [ 14 ]        |
| 5         | Southwest Airlines4      | 167932 | 165561 | 157044 | 125604 | 119826 | [ 15 ]        |
| 6         | Lufthansa5               | 153334 | 149780 | 141055 | 129668 | 122991 | [ 16 ]        |
| 7         | China Southern Airlines6 | 148417 | 135535 | 122344 | 111328 | 93002  | [ 17 ]        |
| 8         | Air China7               | 141967 | 129773 | 123489 | 105695 | 75474  | [ 18 ]        |
| 9         | Air France8              | 139824 | 137606 | 135129 | 127763 | 128326 | [ 19 ] [ 20 ] |
| 10        | British Airways9         | 131333 | 126436 | 117348 | 106082 | 114346 | [ 21 ]        |

Note
- ^1  Vključuje tudi American Eagle. Po letu 2013 so podatki za združeno American/US Airways
- ^2  Vključuje tudi United Express
- ^3  Vključuje tudi Delta Connection
- ^4  Vključuje tudi AirTran Airways (po letu 2011)
- ^5  Vključuje tudi Lufthansa Regional in Germanwings
- ^6  Vključuje tudi Xiamen Airlines, Shantou Airlines, Zhuhai Airlines, Guizhou Airlines in Chongqing Airlines
- ^7  Vključuje tudi Shenzhen Airlines (including Kunming Airlines), Air Macau in Dalian Airlines
- ^8  Vključuje tudi HOP! in Transavia France
- ^9  Vključuje tudi BA CityFlyer inand OpenSkies

## Po številu tonskih kilometrov (v milijonih)
Tonske kilometre se izračuna tako, da se pomnoži število ton tovora z dolžino leta:
| Uvrsitetv | Letalski prevoznik       | 2013   |
| --------- | ------------------------ | ------ |
| 1         | FedEx Express            | 16 127 |
| 2         | UPS Airlines             | 10 584 |
| 3         | Emirates SkyCargo        | 10 459 |
| 4         | Cathay Pacific Cargo     | 8 241  |
| 5         | Korean Air Cargo         | 7 666  |
| 6         | Lufthansa Cargo          | 7 218  |
| 7         | Singapore Airlines Cargo | 6 240  |
| 8         | Cargolux                 | 5 225  |
| 9         | Qatar Airways Cargo      | 4 972  |
| 10        | China Airlines Cargo     | 4 813  |

- Podatki od International Air Transport Association (IATA).[22]

## Po številu letal v floti (potniški prevozniki)
| Uvrstitetv | Letalski preovznik       | Število letal v floti | Ref.   |
| ---------- | ------------------------ | --------------------- | ------ |
| 1          | American Airlines Group1 | 962                   | [ 23 ] |
| 2          | Delta Air Lines2         | 773                   | [ 24 ] |
| 3          | United Airlines3         | 702                   | [ 25 ] |
| 4          | Southwest Airlines       | 646                   | [ 26 ] |
| 5          | China Southern Airlines4 | 578                   | [ 27 ] |
| 6          | Air China5               | 552                   | [ 28 ] |
| 7          | China Eastern Airlines6  | 492                   | [ 29 ] |
| 8          | Lufthansa7               | 433                   | [ 30 ] |
| 9          | Air Canada8              | 363                   | [ 31 ] |
| 10         | Ryanair                  | 303                   | [ 32 ] |

Note
- ^1  Samo American Airlines Group Mainline (vključuje tudi US Airways mainline)
- ^2  Samo United Mainline
- ^3  Samo Delta Mainline
- ^4  Vključuje tudi Xiamen Airlines, Shantou Airlines, Chongqing Airlines, Zhuhai Airlines, in Guizhou Airlines
- ^5  Vključuje tudi Shenzhen Airlines, Shandong Airlines, Kunming Airlines, Tibet Airlines, Dalian Airlines, in Air Macau
- ^6  Vključuje tudi Shanghai Airlines in China United Airlines
- ^7  Vključuje tudi Lufthansa Regional in Germanwings
- ^8  Vključuje tudi Air Canada Express in Air Canada Rouge

## Po številu letal v floti (tovorni prevozniki)
| Rank | Airline               | Število letal v floti | Ref.   |
| ---- | --------------------- | --------------------- | ------ |
| 1    | FedEx Express         | 656                   | [ 33 ] |
| 2    | DHL                   | 250                   | [ 34 ] |
| 3    | UPS Airlines          | 237                   | [ 35 ] |
| 4    | TNT Airways           | 37                    | [ 36 ] |
| 5    | Korean Air Cargo      | 27                    | [ 37 ] |
| 6    | China Postal Airlines | 22                    | [ 38 ] |
| 7    | Cathay Pacific Cargo  | 22                    | [ 39 ] |
| 8    | China Airlines Cargo  | 21                    | [ 40 ] |
| 9    | Cargolux              | 20                    | [ 41 ] |
| 10   | Lufthansa Cargo       | 20                    | [ 42 ] |

## Po številu destinacija
| Uvrstitev | Letalski preovznik       | Število destinacij | Ref.   |
| --------- | ------------------------ | ------------------ | ------ |
| 1         | United Airlines1         | 374                | [ 43 ] |
| 2         | American Airlines Group2 | 344                | [ 44 ] |
| 3         | Delta Air Lines3         | 333                | [ 45 ] |
| 4         | Turkish Airlines4        | 268                | [ 46 ] |
| 5         | Lufthansa5               | 218                | [ 47 ] |
| 6         | British Airways7         | 212                | [ 48 ] |
| 7         | China Eastern Airlines6  | 217                | [ 49 ] |
| 8         | Air Canada8              | 194                | [ 50 ] |
| 9         | Air France9              | 191                | [ 51 ] |
| 10        | China Southern Airlines  | 190                | [ 51 ] |

Note
- Samo potniški preovzniki
- ^1  Vključuje tudi United Express
- ^2  Samo American Airlines Group mainline
- ^3  Vključuje tudi Delta Connection
- ^4  Vključuje tudi AnadoluJet
- ^5  Vključuje tudi Lufthansa Regional in Germanwings
- ^6  Vključuje tudi Shanghai Airlines in China United Airlines
- ^7  Vključuje tudi BA CityFlyer in OpenSkies
- ^8  Vključuje tudi Air Canada Express in Air Canada Rouge
- ^9  Vključuje tudi HOP! in Transavia France